# Earthsblood
Earthsblood – piąty album studyjny amerykańskiej grupy muzycznej God Forbid.

## Lista utworów
1. „The Discovery” – 1:42
2. „The Rain” – 5:20
3. „Empire of the Gun” – 4:44
4. „War of Attrition” – 4:26
5. „The New Clear” – 6:35
6. „Shallow” – 3:30
7. „Walk Alone” – 6:13
8. „Bat the Angels” – 6:05
9. „Earthsblood” – 9:03
10. „Gaia (The Vultures)” – 7:16

## Twórcy
- Byron Davis – śpiew
- Dallas Coyle – gitara
- Doc Coyle – gitara
- John Outcalt – gitara basowa
- Corey Pierce – perkusja